# Valentina Lanzieri
Valentina Lanzieri (Roma, 21 giugno 1984) è un'ex calciatrice italiana, di ruolo difensore.
Cresciuta nella primavera della Lazio, ha giocato quasi tutta la sua carriera nella società biancazzurra, con la sola eccezione di due campionati a Torino e Campobasso, conquistando dal 2012 il titolo di capitano. Inoltre, ha vestito la maglia della nazionale italiana sia nell'Under-19, dove esordì all'età di 15 anni, che in quella maggiore. Nel suo palmarès risulta uno scudetto conquistato con la Lazio nella stagione 2001-2002, due Coppe Italia ed una Italy Women's Cup.

## Carriera
Valentina Lanzieri si avvicina al calcio fin da giovanissima, seguendo i cugini ed iniziando a giocare con i maschietti dall'età di soli 5 anni nel Testaccio.

### Club
Nel 1997 viene contattata dalla Lazio che le propone di tesserarsi con la società biancazzurra per partecipare i campionati giovanili. A 13 anni fa il suo esordio nel Campionato Primavera e le sue doti convincono la società ad inserirla in rosa con la prima squadra già nella stagione successiva.
Lanzieri fa quindi il suo esordio in Serie A, il massimo livello del campionato italiano femminile di calcio, nella stagione 1998-1999. Al suo primo anno con la prima squadra contribuisce a far raggiungere il 3º posto in campionato ed ottenere la sua prima, la terza per la società, Coppa Italia. Lanzieri rimane nella Lazio per sei stagioni, ottenendo in questo periodo uno scudetto, conquistato nella stagione 2001-2002, un'ulteriore Coppa Italia al termine della stagione 2002-2003 e la prima edizione dell'Italy Women's Cup nel 2003.
Nell'estate 2004 decide di affrontare una nuova avventura sottoscrivendo un accordo con il Torino. Con le Granata resterà una sola stagione ottenendo il 3º posto in campionato al termine della stagione 2004-2005.
L'estate successiva accetta la proposta della neopromossa Monti del Matese, società con sede a Bojano, in provincia di Campobasso, che conquistando il 1º posto nel Girone B della Serie A2 2004-2005 davanti al Firenze si aggiudica la possibilità di partecipare per la prima volta al massimo campionato italiano. La stagione 2005-2006 delle molisane risulta soddisfacente centrando l'obiettivo salvezza, tuttavia la società non riesce a far fronte alle difficoltà economiche decidendo di non iscriversi al campionato successivo lasciando svincolate le proprie giocatrici.
Lanzieri è quindi costretta a valutare le varie possibilità per continuare la carriera e dopo aver ascoltato il progetto della neoeletta presidente della Lazio Elisabetta Cortani decide di ritornare a vestire la maglia che l'aveva lanciata nel calcio femminile nove anni prima. La società, che era nel frattempo scesa in Serie B (a quel tempo terzo livello nel campionato femminile italiano), grazie anche alla sua collaborazione scala velocemente la classifica riconquistando la Serie A in sole due stagioni. Lanzieri rimane alla Lazio fino alla stagione 2013-2014, ritornata in Serie B (come secondo livello) dopo il difficile campionato 2012-2013 che a causa della riorganizzazione del calcio femminile in Italia ha soppresso la Serie A2 riducendo da 16 a 14 squadre il massimo campionato con sei retrocessioni. In quella stagione gioca la sua ultima partita decidendo di ritirarsi dal calcio giocato..

### Nazionale
Valentina Lanzieri viene convocata nella nazionale italiana Under-19 esordendo nel 1999 all'età di 15 anni.
Nel 2003 fa il suo esordio nella nazionale maggiore ed è tra le 20 convocate dal commissario tecnico Carolina Morace nella squadra che affronterà la fase a gironi del Campionato europeo femminile di calcio 2005.

## Statistiche

### Cronologia presenze e reti in nazionale
| Cronologia completa delle presenze e delle reti in nazionale ― Italia | Cronologia completa delle presenze e delle reti in nazionale ― Italia | Cronologia completa delle presenze e delle reti in nazionale ― Italia | Cronologia completa delle presenze e delle reti in nazionale ― Italia | Cronologia completa delle presenze e delle reti in nazionale ― Italia | Cronologia completa delle presenze e delle reti in nazionale ― Italia | Cronologia completa delle presenze e delle reti in nazionale ― Italia | Cronologia completa delle presenze e delle reti in nazionale ― Italia |
| Data                                                                  | Città                                                                 | In casa                                                               | Risultato                                                             | Ospiti                                                                | Competizione                                                          | Reti                                                                  | Note                                                                  |
| --------------------------------------------------------------------- | --------------------------------------------------------------------- | --------------------------------------------------------------------- | --------------------------------------------------------------------- | --------------------------------------------------------------------- | --------------------------------------------------------------------- | --------------------------------------------------------------------- | --------------------------------------------------------------------- |
| 9-9-2003                                                              | Livingston                                                            | Scozia                                                                | 0 – 4                                                                 | Italia                                                                | Amichevole                                                            | -                                                                     | 75’                                                                   |
| 17-2-2005                                                             | Milton Keynes                                                         | Inghilterra                                                           | 4 – 1                                                                 | Italia                                                                | Amichevole                                                            | -                                                                     | 46’                                                                   |
| 23-2-2005                                                             | Santa Maria da Feira                                                  | Portogallo                                                            | 0 – 2                                                                 | Italia                                                                | Amichevole                                                            | -                                                                     | 89’                                                                   |
| 27-4-2005                                                             | Fiuggi                                                                | Italia                                                                | 0 – 0                                                                 | Finlandia                                                             | Amichevole                                                            | -                                                                     | 73’                                                                   |
| 18-5-2005                                                             | Venezia                                                               | Italia                                                                | 2 – 0                                                                 | Irlanda                                                               | Amichevole                                                            | -                                                                     | 68’                                                                   |
| 12-6-2005                                                             | Preston                                                               | Norvegia                                                              | 5 – 3                                                                 | Italia                                                                | Euro 2005 - Fase a gironi                                             | -                                                                     | 63’                                                                   |
| Totale                                                                |                                                                       | Presenze                                                              | 6                                                                     |                                                                       | Reti                                                                  | 0                                                                     |                                                                       |

## Palmarès
- Campionato italiano: 1

Lazio: 2001-2002
- Coppa Italia: 2

Lazio: 1998-1999, 2002-2003
- Italy Women's Cup: 1

2003
- Serie A2 (calcio femminile): 1

Lazio: 2008-2009
- Serie B (calcio femminile): 1

Lazio: 2007-2008